# 大邱神社
大邱神社（たいきゅうじんじゃ）は、朝鮮慶尚北道大邱府（現・大韓民国大邱広域市）にあった神社である。旧社格は国幣小社。
祭神は主神が天照大神・国魂大神で、ほかに素盞鳴尊が配祀されていた。

## 歴史
1906年（明治39年）11月3日、府内の達城山に神殿を造営し皇大神宮の遙拝所とした。
1913年（大正2年）、大邱神社と改称し、1915年（大正4年）に神殿を改築するとともに参殿を新築して神社創立を出願し、神社寺院規則（大正4年朝鮮総督府令第82号）に基づいて、1916年（大正5年）4月22日、天照大神を祭神とする大邱神社の創立が許可された。
1936年（昭和11年）8月11日、道供進社（道より神饌幣帛料を供進すべき神社）に指定された。同年12月7日には国魂大神の増祀が許可され、1937年（昭和12年）5月15日、国幣小社に列格された。
日本の第二次世界大戦敗戦に伴い、1945年（昭和20年）11月17日に廃止された。